# Protection des populations japonaises à la suite de l'accident nucléaire de Fukushima
Pour un article plus général, voir Accident nucléaire de Fukushima.
Le 11 mars 2011, un séisme de magnitude 9 déclenche un tsunami qui dévaste la côte Pacifique de la région de Tōhoku au Japon et provoque l'accident nucléaire de Fukushima : la centrale nucléaire de Fukushima Daiichi est gravement endommagée, la perte de l'ensemble du système de refroidissement provoque la fusion du cœur de trois réacteurs nucléaires puis des ruptures de confinement et d'importants rejets radioactifs dans l'atmosphère mais également dans tout l'environnement. Cet événement entraîne des conséquences sanitaires et sociales importantes au Japon. Les autorités sont en particulier amenées à prendre des mesures de protection des populations : évacuation et restrictions alimentaires. Pour préparer un retour de ces populations sur zones, des opérations de décontamination radioactive des sols et des bâtiments doivent également être engagées.
Près de 110 000 personnes sont ainsi évacuées dans un rayon de 20 km.

## Organisation de crise des autorités
Le cadre international des mesures d'urgence à prendre vis-à-vis de la population en cas d'urgence nucléaire radiologique est donné par les recommandations figurant dans la publication 103 de la Commission internationale de protection radiologique diffusées en 2007. Toutefois il n'existe pas au Japon de système gradué de classification des accidents et des réponses à y apporter. Seule une évacuation dans un rayon de 8 à 10 km autour de la centrale faisant l'objet d'une urgence est prévue.
Au Japon, le plan d'organisation des secours en cas d'urgence nucléaire comprend trois niveaux :
1. Le gouvernement établit un centre de commandement national dirigé par le Premier ministre, appuyé par un  centre de commandement local dirigé par le vice-ministre du ministère japonais de l'Économie, du Commerce et de l'Industrie. Il prépare les plans et procédures nationales et prend les décisions sur les déplacements importants et les contre-mesures.
2. Le gouvernement local met en place un poste de commandement opérationnel (PCO) local pour gérer les actions d'urgence dont la surveillance et les mesures de protection des populations (mise à l'abri, évacuation, distribution de comprimés d'iode), les municipalités mettent en œuvre également un poste d'intervention d'urgence.
3. L'exploitant de l'installation nucléaire est quant à lui responsable de l'intervention d'urgence sur place y compris la notification des événements au ministre compétent, au gouverneur de la préfecture et aux municipalités[D 2].

Dans le cas de Fukushima, il a été impossible d'armer le bâtiment destiné à accueillir le PCO du gouvernement local, situé à environ 5 km de la centrale, essentiellement en raison des difficultés d'accès du fait des routes détruites ou jonchées de gravats du fait du séisme, de la perte des infrastructures de télécommunication, du défaut d'alimentation électrique, des pénuries de nourriture, d'eau et de carburant et également d'une élévation des niveaux de radiation dans le bâtiment qui n'était pas équipé de dispositifs de filtration de l'air. Le poste de commandement central du gouvernement a ainsi dû suppléer, dans un premier temps, à la défaillance du poste de commandement local.

## Évacuation des populations

Carte des zones d'évacuation, à la suite des décisions des 11 et 22 avril 2011

Sauf indication contraire, les événements sont indiqués en heure locale.

### Évacuations successives de périmètres de 3, 10 et20km

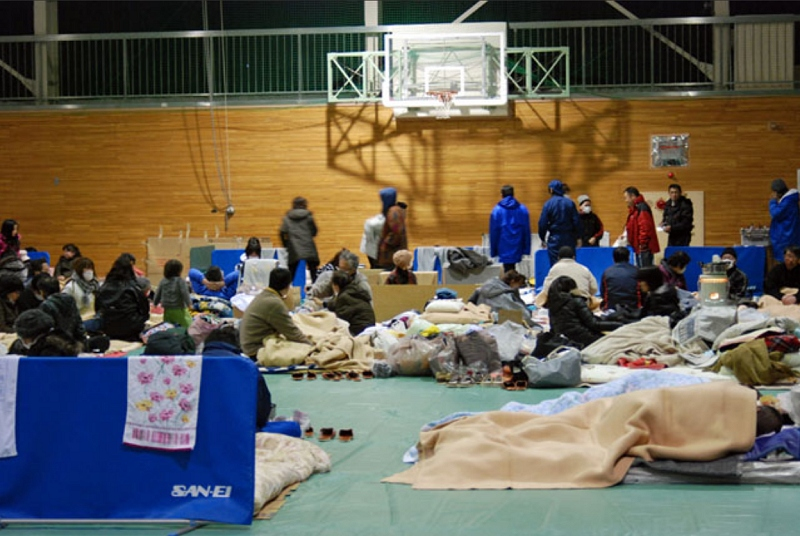
Hébergement temporaire de personnes évacuées dans un gymnase (16 mars 2011)

TEPCO ayant avisé le gouvernement d’une « urgence technique », ce dernier déclenche l'évacuation d'un premier périmètre autour de la centrale dans la journée du 11 mars : la population est évacuée dans un rayon de 3 km.
L'état d'urgence nucléaire ayant été décrété par le gouvernement le 11 mars à 19h03, la préfecture de Fukushima émet à 20h50 un ordre d'évacuation pour les personnes situées dans un rayon de 2 km autour du réacteur no 1 de la centrale de Fukushima Daiichi. À 21h23 le premier ministre étend ce rayon à 3 km avec mise à l'abri jusqu'à 10 km. Le lendemain, 12 mars, il est étendu à 10 km à 5h44 puis à 20 km à 18h25, le confinement étant porté jusqu'à 30 km. De même il est demandé aux autorités locales de distribuer des comprimés d’iode lors de l'évacuation en vue de prévenir des cancers de la thyroïde. Ainsi en deux jours, le rayon de la zone à évacuer a été porté successivement de 2 km à 3, puis 10 et enfin 20 km. L'AIEA considère toutefois que les mesures prises immédiatement par le gouvernement national, le gouvernement local et l'exploitant puis celles qui ont suivi de manière évolutive étaient les mesures appropriées pour sauver des vies et minimiser les conséquences d'une urgence nucléaire ou radiologique, compte tenu de la connaissance de la situation.
La zone d'évacuation est portée à 10 km le 12 mars au matin,. Dès 8 h 30 ce samedi, le Premier ministre Naoto Kan demande lui-même aux 45 000 riverains de la centrale nucléaire de Fukushima Daiichi no 1 de s’éloigner rapidement de la centrale.
Le rayon d'évacuation est porté à 20 kilomètres le 12 mars au soir,.
Selon l'AIEA, le 13 mars à 5 h 10, plus de 30 000 personnes ont été évacuées de leur domicile au nord du Japon dans un rayon de 10 km, et environ 110 000 personnes sont évacuées dans un rayon de 20 km,.
Après l'évacuation du périmètre restreint, le 15 mars à 16 h,après une nouvelle explosion et un incendie sur la tranche 1 de Fukushima, Naoto Kan, via la chaîne NHK, recommande aux habitants du secteur de Fukushima de rester chez eux, de calfeutrer les portes et les fenêtres, de couper les circuits de climatisation et de se couvrir les voies respiratoires avec des masques, des serviettes légèrement humides ou des mouchoirs ainsi que de ne pas boire l’eau du robinet.
Le 16 mars 2011 à 22 h, l'IRSN invite entre autres les ressortissants français, à titre préventif, à s'éloigner de Tokyo en direction du Sud.
Le 17 mars, Marie-Pierre Comets de l'ASN, affirme que le rayon d'évacuation pourrait être porté à un maximum de 70 kilomètres en cas d'aggravation des radiations.
Le 25 mars 2011, le gouvernement japonais incite (sans obligation) la population à évacuer la zone dans un rayon de 30 km : la zone de confinement officielle couvre donc ces 30 km. Or cette approche géométrique du risque ne correspond pas à la réalité géographique des retombées.

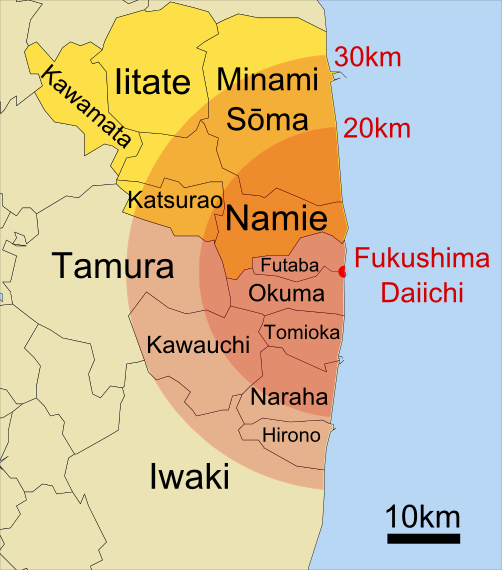
Localités au nord-ouest de Fukushima-Daiichi dont l'évacuation (totale ou seulement partielle) a été ordonnée le 11 avril 2011

### Extension de la zone d'évacuation au-delà des20km

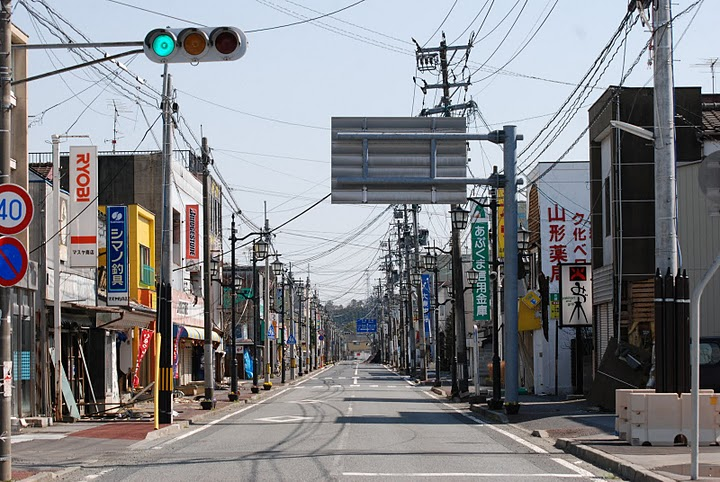
Centre-ville de Namie. Autrefois une ville de 22000 habitants, c'est à présent une ville fantôme, dont la municipalité originelle tente pourtant de fédérer ses anciens habitants.

Yukio Edano, propose le 25 mars une évacuation volontaire entre 20 et 30 km,. Un nouveau zonage intervient le 11 avril. La consigne de mise à l'abri est portée de 20 à 30 km. Une zone d'évacuation volontaire allant au-delà des 30 km est instituée pour tenir compte d'un éventuel dépassement d'un débit de dose de 20 mSv sur une année, qui concerne en partie ou en totalité les communes de  Namie, Katsurao, Minamisōma, Iitate et Kawamata. Enfin une zone de préparation à l'évacuation entre les 20 et 30 km est créée,. Parallèlement le maire de la ville d'Iitate prend l'initiative de recommander aux femmes enceintes et aux enfants de moins de 3 ans, soit une cinquantaine personnes, de se rendre dans un délai d'une semaine à la ville voisine de Fukushima.
Le 11 avril, le périmètre d'évacuation est étendu à plusieurs zones situées à plus de 20 km de la centrale.
Le 17 avril, à la suite de la parution de taux cumulés de radioactivité alarmants à Iitate, l'État japonais ordonne d'ajouter Iitate et d'autres municipalités situées au Nord-Ouest de la zone interdite à l'ordre d'évacuation initial. Pour établir la zone à évacuer, le gouvernement japonais retient le dépassement des 20 mSv, sachant que la limite annuelle de précaution est de 1 mSv.
L'évacuation affecte cinq localités situées sur l'axe nord-ouest (fortement contaminé) de la centrale : Namie, Katsurao, Minamisōma, Iitate et Kawamata. En raison de l'étendue de ces localités, certains quartiers, inclus dans la zone des 20 km, avaient déjà été évacués dès la mi-mars (à titre d'illustration, la distance à la centrale pour Namie varie entre ~4 km sur la côte et ~35 km au nord-ouest).
Le Premier ministre modifie finalement les consignes de protection des populations le 21 avril. Autour de la centrale nucléaire de Fukushima Daiichi, une zone d'accès restreint est instaurée dans un rayon de 20 kilomètres autour de l'installation et l'accès au site est interdit. Autour de la centrale de Fukushima Daini, la zone d'évacuation de 10 km autour de l'installation est ramenée à 8 km.
Le 22 avril, le premier ministre confirme l'évacuation de ces municipalités entre le 15 et le 31 mai, avec une priorité pour les femmes enceintes, les enfants et les personnes faibles. Quelque 6 000 personnes sur les 10 000 à évacuer avaient déjà quitté les lieux. En outre, les populations de Hirono, Naraha, Kawauchi, de parties de Tamura et de Minamisoma, situées dans un rayon de 20 à 30 km de la centrale, sont appelées à se tenir prêtes à évacuer. Fin mars, le gouvernement conseillait déjà aux habitants, sans obligation, de rester cloîtrés chez eux ou de partir. Le NISA conseille depuis avril à tous ceux vivant dans des zones soumises à des taux cumulés de 10 à 20 mSv de rester confinés ou de fuir.
À partir du 22 avril, la zone d'évacuation de 20 km est déclarée zone interdite. Jusqu'à cette date, les habitants avaient encore l'autorisation de retourner occasionnellement dans ces zones, ce qui permettait notamment aux agriculteurs de s'occuper de leur bétail.  Retourner est désormais interdit, sous peine d'amende. Les familles évacuées sont ponctuellement autorisées à retourner chercher leurs affaires mais dans des conditions très strictes : une personne par famille pendant deux heures au maximum et sous la surveillance d'un policier. Ce droit ne s'applique pas aux familles vivant à moins de 3 km de la centrale. Préalablement à l'instauration de cette interdiction, la police a inspecté la zone et a fait évacuer soixante familles qui y vivaient encore.
Le 24 avril, le gouvernement décide d'évacuer d'ici fin mai les populations des secteurs Nord-Ouest les plus touchés par les retombées radioactives, au-delà de la zone interdite et de la zone de confinement, dite « Zone d’évacuation élargie ». Cette évacuation touche principalement la petite ville d'Iitate, située à 40 km de la centrale. Ainsi le 15 mai, 4 000 résidents d'Iitate et 1 100 de Kawamata sont relogés dans des villes voisines.
L'évacuation de la zone des 20 km est accompagnée de l'abandon de milliers d'animaux, surtout des bovins ainsi que d'autres animaux de bétail (tels porcs et poulets), laissés sans eau ni nourriture : environ 30 000 porcs, 600 000 poulets, plus de 10 000 vaches auraient été abandonnés. Le jeudi 12 mai 2011, le gouvernement demande, avec le consentement des propriétaires et contre indemnisation, l'abattage des animaux laissés sur place dans les secteurs évacués. Le 19 mai, des équipes de secours sont autorisées à entrer dans la zone évacuée pour secourir exclusivement chiens et chats de compagnie.

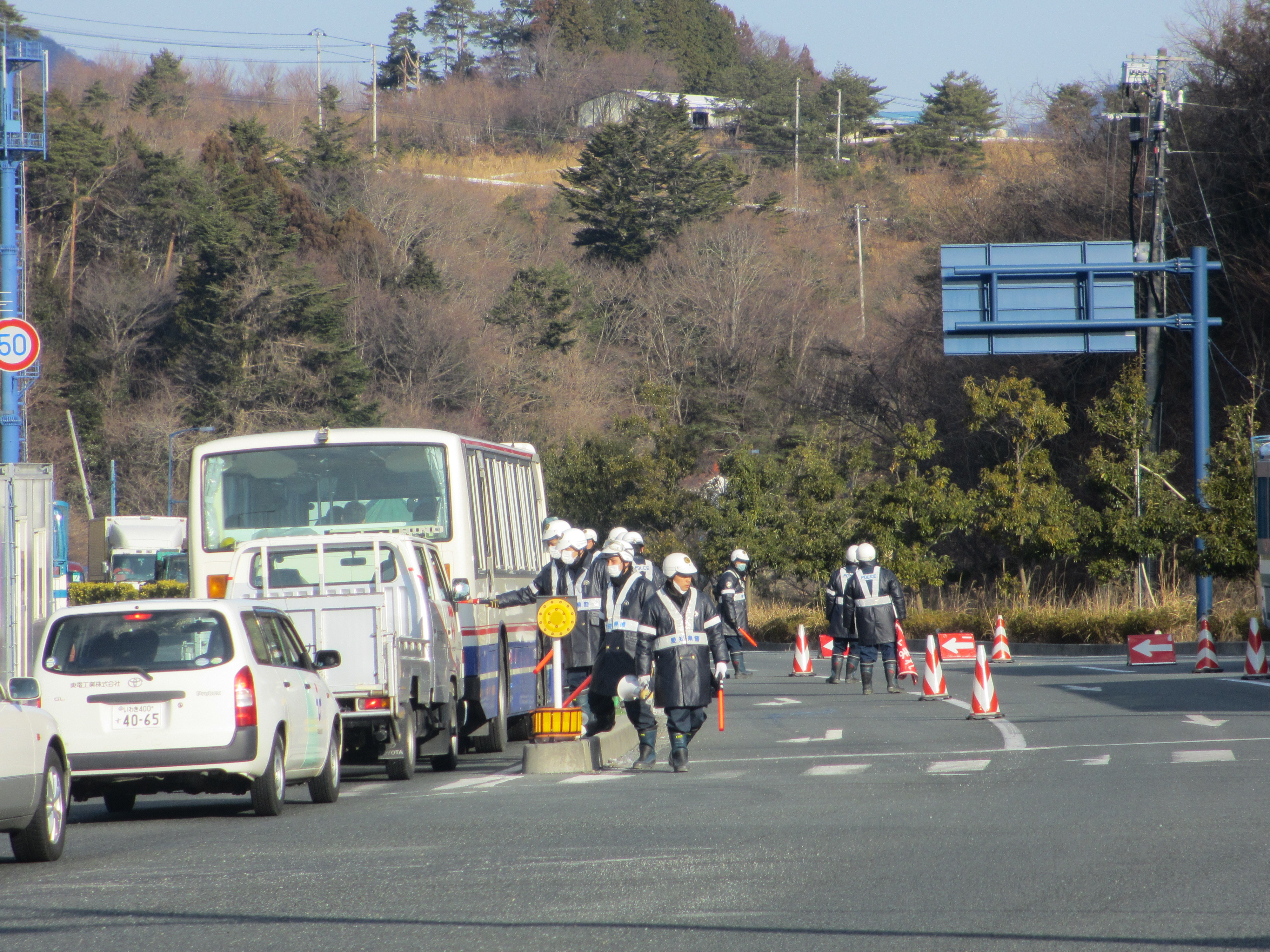
Contrôle d'accès en limite de zone interdite sur la commune de Nahara, février 2012

Malgré cette mesure d'évacuation, l'IRSN déclare le 24 mai 2011 qu'en se référant à la limite des 10 mSv/an (préconisée en place des 20 mSv), il reste, au 24 mai, encore environ 70 000 personnes à évacuer.
Une étude du ministère de l’éducation faite en juin et juillet dans un rayon de 100 km autour de la centrale a démontré que plus de 30 emplacements étaient contaminés au césium à un niveau supérieur à 1,48 million de becquerels par mètre carré, seuil à partir duquel habiter la zone n'était plus permis à Tchernobyl. De plus, 132 emplacements supplémentaires étaient contaminés au césium à plus de 550 000 becquerels par mètre carré, le seuil d'évacuation volontaire et d'interdiction agricole pour Tchernobyl. Toutefois, les autorités affirment que ce rapport n'apporte pas d'éléments nouveaux concernant les zones à évacuer, et que les zones devant être évacuées l'ont été.
Le 16 juin, le gouvernement conseille l'évacuation de 113 foyers résidant sur des « points chauds », sur la commune de Date, où la dose annuelle est estimée supérieure à 20 mSv/an, situés hors de la « Zone Interdite », puis le 21 juillet de 59 foyers dans la commune de Minamisōma et les 2 et 3 août de 72 nouveaux foyers dans cette même commune et d'un foyer dans Kawauchi. Le 18 août, l'évacuation des résidents de la zone d'évacuation élargie est considérée comme presque totalement effective. Ces restrictions seront levées lorsque la dose externe susceptible d’être reçue redeviendra inférieure à 20 mSv.

### Allègement des restrictions d'accès

Évolution des zones d'évacuation entre avril 2011 et juillet 2012

Le 30 septembre, les trois réacteurs se rapprochent de l'arrêt froid, envisagé pour la fin 2011,. En conséquence, le gouvernement lève l'ordre d'évacuation sur 5 localités situées entre 20 et 30 km. Parallèlement, la zone de contamination n'étant pas circulaire, deux villes et un village situés au-delà de la zone des 30 km sont classées en zone d'évacuation à fin décembre 2011.
Par ailleurs, les résidents auront l'autorisation de se rendre dans la zone interdite, jusqu'à trois kilomètres de la centrale, mais pas encore d'y séjourner.
Les restrictions d'accès sont allégées fin septembre 2011, et les interdictions d'accès sont progressivement levées sur une partie importante de la zone d'évacuation :
- Le 1er avril 2012 au nord (Minamisoma) et à l'ouest (Tamura et Kawauchi)[35] ;
- Le 17 juillet 2012[36] sur la commune de Iitate[36] ;
- Le 15 août 2012 sur Naraha au sud[37].

Restent soumises à l'ordre d'évacuation les communes de Namie, Futaba, Okumma, Tomioka et Naraha.
Les restrictions dépendent des zones, signalées en s'inspirant du code des feux de circulation routière :
- Dans les zones « vertes », le débit de dose est inférieur à 20 mSv/an, seuil fixé par le gouvernement pour autoriser un retour permanent. Dans cette zone, il est possible de circuler sans restrictions et travailler sans équipement de protection. La seule restriction est qu'il reste interdit d'y passer la nuit[36].
- Dans les zones « orange », d'accès restreint, le débit de dose est compris entre 20 et 50 mSv/an. Le public peut y accéder pour y accomplir des tâches spécifiques, sans avoir besoin de porter des équipements protecteurs ou des dosimètres. Les personnes qui entrent dans ces zones sont priées de ne pas le faire sans nécessité, d'éviter de travailler à l'extérieur, de se déplacer en véhicule plutôt qu'à pied dès que le trajet extérieur n'est pas court, et de se laver en regagnant un bâtiment. Les résidents ont été informés de ne pas boire l'eau des rivières, mais l'eau courante ne pose pas de problème[36].
- Les zones « rouges » sont considérées comme d'accès difficile, parce que le débit de dose y est supérieur à 50 mSv/an, et ne devrait pas retomber en dessous de 20 mSv/an avant mars 2016, soit cinq ans après l'accident. L'accès y est possible pour des raisons d'intérêt public, mais les personnes qui s'y rendent doivent utiliser des équipements protecteurs et des dosimètres[36].

État du zonage d'évacuation au 15 août 2012

Selon de nombreux observateurs, cette décision d'ouvrir des zones où la radioactivité est comprise entre 20 et 50 mSV/an est pour le moins surprenante et va à l'encontre de toutes les décisions prises par les autorités japonaises jusqu'alors puisque le seuil de 20 mSV/an servait précisément de référence pour définir les zones à évacuer. Les autorités, par la voix de Kiyomi Sakuma, membre de la cellule responsable des résidents évacués de l'accident nucléaire, qui dépend du gouvernement, répondent que le risque est limité puisque les habitants ne sont pas autorisés à y séjourner de manière continue : « Nous ne pensons pas qu’il soit dangereux de rouvrir la zone au-dessus de 20 millisieverts/an car les résidents n'ont pas le droit de se réinstaller chez eux. Les résidents ne seront autorisés à se réinstaller définitivement que dans les endroits où la radioactivité est inférieure à 20 millisieverts ». En fait il apparaît que les autorités ont infléchi leur doctrine sous la pression de certaines collectivités locales. Certaines zones de Minamisoma, pourtant situées à l'intérieur des 20 km, ont ainsi été rouvertes sur demande de Katsunobu Sakurai, le maire de la commune, qui a convaincu le gouvernement de lever cette restriction afin de pouvoir reconstruire la ville détruite à la suite du séisme de mars 2011. Le maire espère terminer les travaux de reconstruction en août 2013. Kiyomi Sakuma, représentant les autorités, précisait en mai 2012 que « le gouvernement attendait d'être sollicité par les collectivités locales pour rouvrir une ville ».

## Restrictions alimentaires
Les seuils de radioactivité des aliments sont fixés à 500 Bq/litre pour le césium et 2 000 Bq/litre pour l'iode, à l'exception du lait et des produits laitiers : 200 Bq/litre pour le césium et 300 Bq/litre pour l'iode. De nombreux contrôles effectués sur l'ensemble de la zone contaminée conduisent les autorités à prendre certaines mesures de restrictions alimentaires.
Le samedi 19 mars 2011 au matin, on relève des taux très élevés de contamination radioactive dans un échantillon de lait issu de la préfecture de Fukushima et sur six échantillons d'épinards produits dans la préfecture d'Ibaraki.
À la suite de l'information du gouvernement de la détection de niveaux de radionucléides supérieurs à la normale dans les produits frais du secteur de Fukushima, les médias informent la population entre 17 h 40 et 22 h pour la mettre en garde et lui demander de faire attention avec la nourriture telle que le lait, les épinards et les légumes frais, en respectant certaines doses maximales et en lavant les légumes.
Le gouverneur de la préfecture d'Ibaraki a demandé, dès le 19 mars sur son territoire, situé entre 80 et 120 km au Sud de la centrale, l'arrêt des récoltes d'épinards et de leur livraison.
À Izumi, situé à une soixantaine de kilomètres de la centrale nucléaire, la laiterie Minami Dairy cesse complètement ses livraisons de lait.
Les contaminations signalées restent cependant de l'ordre des limites réglementaires, qui ne présentent pas un danger immédiat pour la santé.
Ainsi, dimanche 20 mars, la CRIIRAD fait état d'une contamination de 15 000 Bq/kg en iode 131 sur les épinards, soit plus de sept fois la limite de contamination (2 000 Bq/kg). Mais le 18 mars à Hitachi (préfecture d’Ibaraki), le niveau relevé atteint 54 100 Bq/kg, soit 27 fois plus que la limite japonaise officielle. À ces niveaux de doses, il suffit de quelques repas à base d'épinards, spécialement pour les enfants et en particulier ceux en bas âge, pour dépasser la limite réglementaire de 1 mSv/an ; mais il faut une dose cent fois plus forte pour atteindre sur la santé un effet statistiquement observable.
Le gouvernement japonais interdit ainsi le 21 mars la vente de lait cru et d'épinards cultivés dans les environs de la préfecture de Fukushima, tout en minimisant la dangerosité des niveaux de contamination. Sont interdits également certains autres légumes à feuilles vertes dont, le 22 mars, les brocolis. Les produits frais issus de quatre préfectures autour de la centrale de Fukushima, parmi lesquels les épinards, les brocolis, les choux et les choux-fleurs sont interdits à la vente le 23 mars. En outre, les tests sur les produits alimentaires sont étendus à dix autres préfectures autour de la centrale, dont certaines bordant Tokyo. Ce même jour, le gouverneur de Tokyo, Shintaro Ishihara, recommande de ne plus utiliser l'eau du robinet pour les enfants de moins d'un an à Tokyo. Selon des responsables de l'Office de l'eau de Tokyo, un taux d'iode 131 de 210 Bq par kg a été relevé sur des échantillons d'eau courante dans le centre de la ville, alors que la limite fixée par les autorités japonaises est de 100 Bq pour les bébés.
À 18 h 40, un porte-parole de l'Organisation mondiale de la santé (OMS), Peter Cordingley, estime que la découverte de traces radioactives dans des produits alimentaires samedi au Japon représente un problème « bien plus grave » que prévu, ce problème n'étant pas limité à un rayon de 20 à 30 kilomètres comme on pouvait le penser d'abord. « On peut raisonnablement supposer que des produits contaminés sont sortis de la zone de contamination ».
Le Premier ministre japonais ordonne le 23 mars l'interdiction de consommer et de vendre des produits frais issus de quatre préfectures autour de la centrale de Fukushima, parmi lesquels les épinards, les brocolis, les choux et les choux-fleurs. En outre, les tests sur les produits alimentaires sont étendus à dix autres préfectures autour de la centrale, dont certaines bordant Tokyo ; des relevés sur les poissons et mollusques sont annoncés.
Le 13 avril, Naoto Kan interdit le commerce des champignons shiitaké cultivés en extérieur dans l'Est de la province de Fukushima.
Le 26 juillet, le gouvernement annonce un plan visant à racheter et brûler la viande de 3 000 bœufs soupçonnés d'avoir été alimentés avec du foin ou de la paille de riz radioactifs. Ces mesures de deux milliards de yens (17 millions d'euros) devraient être payées par TEPCO.
Des plants de komasuna (moutarde-épinard) récoltés à Tokyo même (Edogawa) mercredi 23 mars sont contaminés par le césium au-delà de la limite légale
(890 Bq/kg au lieu de 500 Bq/kg).
Le 22 décembre 2011, du riz contenant 1 540 Bq/kg de césium est trouvé par un récoltant dans la municipalité de Fukushima. C'est d'après les autorités la concentration la plus élevée mesurée à ce jour dans cet aliment, bien au-dessus de la limite sanitaire de 500 Bq/kg. Cette découverte intervient alors même que le gouvernement dévoile son plan de réduction des limites sanitaires concernant les aliments contaminés, et que la limite pour le riz doit être ramenée à 100 Bq/kg. Quelques jours plus tard, le Ministre de l'Agriculture Michihiko Kano interdit la vente du riz récolté depuis 8 districts de la Préfecture de Fukushima, ainsi que tout riz dépassant le nouveau plafond de contamination : le ministère s'engage à racheter ce riz aux agriculteurs, soit une production estimée de 4 000 tonnes, et va demander à Tepco de financer, au moins en partie, ces rachats.
En décembre 2011, le Ministère de la Santé, du Travail et des Affaires sociales décide de mettre en place des normes de radioactivité pour le césium beaucoup plus restrictives à partir d'avril 2012 : 50 Bq/litre pour la nourriture pour bébés et le lait, 100 Bq/litre pour les autres aliments. Ces nouvelles normes, dix à vingt fois plus strictes que les normes internationales, impliquent l'achat d'instruments de mesure plus précis par les administrations locales.

### Autres mesures
- Distribution d'iode stable : l’AIEA signale, dans un communiqué publié le 12 mars 2011 à 12 h 40 UTC, que les autorités japonaises l'ont informée de l’incident et que la distribution de capsules d’iode aux résidents en vue de prévenir des cancers de la thyroïde est en cours[59]. Des préparatifs de distribution d’iode stable aux populations sont annoncés[10], à la suite de la confirmation de la présence de césium 137 et d’iode 131 radioactifs aux alentours du réacteur 1[9]. Le 16 mars, une directive pour l'administration d'iode stable durant l'évacuation est édictée par le « Local Emergency Response Headquarter » pour les personnes de la zone d'évacuation de 20 km (de rayon), sous l'autorité des gouverneurs de préfecture et les maires des villes et villages concernés (Tomioka, Futaba, Okuma, Namie, Kawauchi, Naraha, Minamisōma, Tamura, Kazurao, Hirono, Iwaki et Iidate).

- Le trafic aérien est restreint dans un rayon de 20 km autour de la centrale, selon une NOTAM[60].

- Selon la BBC et NHK, le 12 mars à 13 h 49 GMT, par mesure de précaution, une équipe de l’Institut national des sciences radiologiques est envoyée à Fukushima par hélicoptère vers une base située à 5 km de la centrale nucléaire. Elle est composée de médecins, infirmières et experts en radioprotection[8].

- Une décontamination est d'abord opérée sur les individus sur lesquels on relève une dose radioactive supérieure ou égale à 6 000 coups par minute (cpm). Sur les conseils d'experts nucléaires japonais et de l'AIEA, le seuil à partir duquel est opérée une décontamination est relevé lundi 21 mars, passant de 6 000 cpm à 100 000 cpm[61].

- Évacuation des ressortissants étrangers : dès le 16 mars, de nombreuses ambassades (européennes, des États-Unis, de Russie) conseillent et organisent l'évacuation de leurs ressortissants, accentuant la crainte de voir éclater une panique, alors que le pays n'offre aucun plan d'évacuation pour les Japonais de Tokyo[62].

- Le 30 mars 2011, des Japonais désemparés se réfugient à l'intérieur des bâtiments de la centrale d'Onagawa[63].

## Décontamination des sols et bâtiments
La décontamination des sols consiste à laver la surface et à scalper la terre sur une certaine épaisseur, en espérant que la pluie ne fasse pas ressurgir la matière radioactive présente dans l'environnement immédiat et les hotspots.

### Premières estimations
Le 30 septembre, les trois réacteurs se rapprochent de l'arrêt à froid, envisagé pour la fin 2011,. En conséquence, le gouvernement lève l'ordre d'évacuation sur 5 localités situées entre 20 et 30 km. Parallèlement, la zone de contamination n'étant pas circulaire, deux villes et un village situés au-delà de la zone des 30 km sont classées en zone d'évacuation à fin décembre 2011.
Par ailleurs, les résidents auront l'autorisation de se rendre dans la zone interdite, jusqu'à trois kilomètres de la centrale, mais pas encore d'y séjourner.
À plus long terme, le METI planifie des mesures de décontamination qui permettrait de diminuer l'exposition additionnelle des résidents sous la limite réglementaire de un millisievert par an (à comparer aux 2,4 mSv/an que la population mondiale reçoit en moyenne des sources naturelles). L’efficacité des méthodes mises en œuvre ou proposées pour un objectif de réduction de la contamination de 50 à 60 % en deux ans (alors que 40 % des radiations devraient décroître naturellement) est cependant mise en doute par certains experts, relayés par le Japan Times, qui critiquent un objectif de réduction correspondant à la demi-vie du césium 134.
Ils estiment que dans les points chauds tels que Setagaya, il faudrait entièrement décaper et exporter la couche de terre contaminée, et changer les toitures. Le nettoyage au karcher du césium radioactif ne peut pas complètement décontaminer les zones de corrosion métallique, les peintures écaillées ou les fissures dans certains matériaux absorbants. De plus, une partie du césium nettoyé repart dans l'air (aérosol) ou contamine le sol ou les égouts. Il faudrait aussi enlever et remplacer le macadam des routes, trottoirs, etc. pour réellement abaisser le niveau de rayonnement, ce qui implique la création d'énormes sites de stockage de terre contaminée. Enfin, il faudrait dans les zones touchées diminuer le niveau de radioactivité de 90 % et non pas de 10 à 20 % comme le permettent les méthodes utilisées, car faire vivre les gens dans des zones de rayonnement à niveau faible mais constant est politiquement inacceptable. Même si l'effet linéaire sans seuil n'a jamais été prouvé en dessous de 100 mSv en exposition rapide, il reste la référence en matière de gestion de la radioprotection. Tanaka, ancien président de l'Atomic Energy Society of Japan, l'une des principales organisations japonaises relative à l'énergie nucléaire, académique, compétente pour toutes les formes de l'énergie nucléaire, éditrice du Journal (universitaire) des Sciences et Techniques Nucléaires qui publie en anglais et en japonais. en novembre 2011 reproche également au gouvernement de ne pas encore avoir de plan pour décontaminer les zones interdites (où le rayonnement dépasse 20 millisieverts par an et où il n'y a pas encore de calendrier prévu pour le retour des habitants).
L'exposition maximale réglementaire des travailleurs intervenant à la décontamination est de 20 mSv/an, la même que celle des travailleurs de l'industrie nucléaire.
Le premier ministre japonais a estimé qu'il faudrait « trois, cinq, voire dix ans pour parvenir à en reprendre le contrôle, et même plusieurs décennies pour remédier aux conséquences de l'accident ».

### Le plan gouvernemental

Zonages du plan de décontamination (26 août 2012)

Le plan défini par le gouvernement le 26 août 2011 vise à mettre en œuvre des actions de réduction de la contamination afin d'atteindre un débit de dose inférieur à 10 mSv/an à la fin de l'année 2012 dans les territoires ou l’exposition est comprise entre 10 et 20 mSv/an et de 5 mSv/an en mars 2013 et proche de 1 mSv/an à partir de la fin 2014 là où la dose annuelle est comprise entre 5 et 10 mSv.
Le plan gouvernemental distingue trois types de zones, :
- Les zones de décontamination spéciales (en rouge sur la carte ci-contre) :

Ces zones correspondent à la zone interdite (avant allègement de restrictions d'accès de juillet 2012) et à la zone d'évacuation planifiée (dans un rayon de 20 km autour de la centrale ou caractérisés par une dose annuelle cumulée supérieur à 20 mSv). Onze municipalités sont concernées : les territoires entiers de Tomioka, Ōkuma, Futaba, Namie, Katsurao et Iitate, et une partie des territoires de Tamura, Minamisōma, Kawamata, Naraha et Kawauchi. Ces zones relèvent du plan de décontamination national et la décontamination est réalisée par le gouvernement.
- Les zones de contrôle intensif de la contamination (en jaune sur la carte ci-contre) :

104 municipalités situées dans 8 préfectures différentes (Iwate, Miyagi, Fukushima, Ibaraki, Tochigi, Gunma, Saitama et Chiba) sont concernées. Le débit prévisionnel de dose dans l'air y est supérieur à 0,23 μSv/h (équivalent à 1 mSv/an). Des plans de décontamination municipaux doivent être établie et la décontamination est mise en œuvre par chacune des municipalités. Le gouvernement leur apporte son soutien financier et technique.
- Les zones où la dose efficace prévisionnelle annuelle est inférieure à 1 mSv ne font l'objet d'aucune prescription.

| Dose efficace prévisionnelle annuelle | Plan de décontamination | Financement | Mise en œuvre                                                               |
| ------------------------------------- | ----------------------- | ----------- | --------------------------------------------------------------------------- |
| < 1 mSv                               | Non requis              | Préfectoral | Municipalités (organisations de quartier, associations de parents d’élèves) |
| > 1 mSv                               | Plans municipaux        | Préfectoral | Municipalités + Préfecture Niveau national                                  |
| Zones de décontamination spéciales    | Plans nationaux         | National    | Niveau national                                                             |

Au 14 juin 2012, 35 plans municipaux étaient approuvés sur les 104 de prévus : Fukushima, Nihonmatsu, Date, Motomiya, Koori, Kunimi, Kawamata, Ōtama, Kōriyama, Sukagawa, Tamura, Kagamiishi, Ishikawa, Tamakawa, Hirata, Asakawa, Furudono, Miharu, Ono, Ten’ei, Shirakawa, Nishigō, Izumizaki, Nakajima, Yabuki, Tanagura, Samegawa, Yugawa, Aizumisato, Shinchi, Sōma, Minamisōma, Hirono, Kawauchi, Iwaki. Ils étaient 78 au 10 août 2012.
L’efficacité des méthodes mises en œuvre ou proposées pour un objectif de réduction de la contamination de 50 à 60 % en deux ans (alors que 40 % des radiations devraient décroître naturellement) est cependant mise en doute par certains experts, relayés par le Japan Times, qui critiquent un objectif de réduction correspondant à la demi-vie du césium 134. Ils estiment que dans les points chauds tels que Setagaya, il faudrait entièrement décaper et exporter la couche de terre contaminée, et changer les toitures. Le nettoyage au karcher du césium radioactif ne peut pas complètement décontaminer les zones de corrosion métallique, les peintures écaillées ou les fissures dans certains matériaux absorbants. De plus, une partie du césium nettoyé repart dans l'air (aérosol) ou contamine le sol ou les égouts. Il faudrait aussi enlever et remplacer le revêtement des routes, trottoirs, etc. pour réellement abaisser le niveau de rayonnement, ce qui implique la création d'énormes sites de stockage de terre contaminée. Enfin, il faudrait dans les zones touchées diminuer le niveau de radioactivité de 90 % et non pas de 10 à 20 % comme le permettent les méthodes utilisées, car faire vivre les gens dans des zones de rayonnement à niveau faible mais constant est politiquement inacceptable. Même si l'effet linéaire sans seuil n'a jamais été prouvé en dessous de 100msV en exposition rapide, il reste la référence en termes de gestion de la radioprotection. Tanaka, ancien président de l'Atomic Energy Society of Japan, l'une des principales organisations japonaises relative à l'énergie nucléaire, académique, compétente pour toutes les formes de l'énergie nucléaire, éditrice du Journal (universitaire) des Sciences et Techniques Nucléaires qui publie en anglais et en japonais. En novembre 2011, il reproche également au gouvernement de ne pas encore avoir de plan pour décontaminer les zones interdites (où le rayonnement dépasse 20 millisieverts/an et où il n'y a pas encore de calendrier prévu pour le retour des habitants).

### Expérimentations
Des actions de décontamination sont menées de façon expérimentale de mai à juin 2011 dans différentes villes japonaises situées en dehors des zones réglementées. De plus, de nombreuses actions de décontamination sont entreprises de façon spontanée par la population, dans les écoles et autres lieux accueillant des enfants,. L'Agence japonaise de l'énergie atomique (JAEA) met ainsi en place, avec le soutien du gouvernement, deux sites pilotes, d'environ 3 ha chacun, à Minamisoma City et à Date City, à proximité de points chauds. Ces sites pilotes permettent de tester différentes techniques de nettoyage sur différents milieux (bâti, forestier, agricole, etc.). L'expérimentation est étendue fin 2011 à 16 sites pilotes, situés dans 12 municipalités, qui correspondent à des quartiers, des parcs, des écoles, des bâtiments industriels, etc. La surface totale à décontaminer correspond a 221 hectares. La durée de décontamination est évaluée à 3 mois environ.
De ces expérimentations, la JAEA a pu tirer plusieurs constats et préconisations. Concernant les routes, la plus grande quantité du césium est présente dans la couche de revêtement n'excédant pas quelques millimètres. Il est ainsi possible d'atteindre un taux élevé de décontamination tout en ne produisant qu'un faible volume de déchets en enlevant cette couche de revêtement.
Concernant les terres agricoles, dans la plupart des cas, 80 pour cent ou plus du césium répertorié est présent dans une couche superficielle du sol d'une épaisseur d'environ 5 cm.  Une technique efficace consiste à évaluer par des mesures la distribution en profondeur du césium radioactif, puis à déterminer la profondeur pratique et la méthode la plus efficace d'intervention : soit un simple labour, soit un décapage et l'évacuation de la terre de surface, soit enfin l'enfouissement de la terre de surface et son remplacement par une terre de sous-sol. Il semblerait cette dernière technique soit aussi efficace que l'évacuation de la couche de surface.
Les maisons d'habitation et autres bâtiments comportent d'importantes quantités de césium localisées dans les endroits où des matériaux solides transportés par l'eau de pluie se sont accumulés (comme les gouttières, les drains et les endroits où les eaux de ruissellement se sont concentrées). La contamination des revêtements extérieurs des murs des bâtiments, sur lesquels les matériaux transportés par les eaux de pluie ne s'accumulent pas, est quant à elle relativement faible. Concernant les toits, la capacité d'adhérence du césium radioactif dépend du matériau de toiture et il tend à se concentrer à certains endroits («hotspots»). Une décontamination efficace peut être obtenue par l'élimination des dépôts dans les gouttières et le lessivage des toits avec un nettoyeur à haute pression. Enfin la décontamination des espaces entourant les bâtiments (après leur décontamination) permet également de réduire la radioactivité.
Enfin concernant les forêts limitrophes des lieux de résidence, l'élimination de la couche de litière dans une bande de forêt d'une largeur d'environ 10 m en bordure de zone habitée semble efficace pour réduire l'exposition aux rayonnements des résidents. L'enlèvement des feuilles mortes, de l'humus et de la terre végétale est efficace pour décontaminer les feuillus et les forêts à feuilles persistantes, mais il est nécessaire d'adapter la procédure au type de forêt, à l'étendue de sous-bois et à la topographie. Par ailleurs, lors de l'enlèvement du revêtement de surface des pistes, il est nécessaire de prévenir l'érosion qui peut en découler.

### Mise en œuvre du plan et levée partielle des restrictions
Une première phase de décontamination visant à traiter 110 000 habitations dans la préfecture de Fukushima a démarré le 19 octobre. Une équipe de 900 personnes de la Défense nationale a ainsi décontaminé les bâtiments municipaux dans 4 villes de la préfecture entre le 7 et le 19 décembre 2011 : les mairies de Namie-machi, Tomioka-machi, Naraha-machi à l'intérieur de la zone interdite de 20 km et celle de Iiate-mura dans la zone d'évacuation planifiée.
Le ministère de l'environnement a publié le 14 décembre la politique à suivre en termes de décontamination de l'environnement. Onze municipalités de la préfecture de Fukushima ont été classées en zone spéciale de décontamination, et 102 autres, réparties sur 8 préfectures, sont classées prioritaires pour enquêter sur ces aspects. Le processus combine une phase de recherche expérimentale sur 12 municipalités, une étude et des préconisations pour le traitement des forêts, et le démarrage à grande échelle de décontamination des maisons et des terres, qui devait commencer en mars 2012, le temps de recueillir les autorisations des habitants concernés, selon le ministère de l'Environnement.
Les objectifs-cibles sont de ramener, dans la zone d'évacuation, les émissions à un seuil de 10 mSv/an à horizon de deux ans, de 5 mSv/an dans une seconde étape, et de 1 mSv/an à la fin du processus. À ce stade, il n'y a pas de prévision sur la durée nécessaire à la réhabilitation de toutes les zones touchées.
À partir de 2017, le gouvernement japonais lève progressivement les restrictions qui touchaient certaines villes de la zone interdite, considérant que les décontaminations réalisées les ont rendues partiellement habitables. C'est le cas d'une partie de la ville de Namie (mars 2017) et d'Okuma (avril 2019). Ces décisions sont toutefois très critiquées par de nombreux observateurs, qui jugent que les taux de radioactivité y demeurent très élevés.

### Organisation
Des entreprises mafieuses (yakusa) sont parfois chargées du personnel décontaminateur.

## Gestion des déchets contaminés
Deux types de déchets contaminés doivent être gérés. Les déchets issus directement du tremblement de terre et du tsunami, contaminés ensuite par l'accident nucléaire, et les déchets provenant de la décontamination des terres et des bâtiments.
Une première recommandation est édictée par les autorités le 16 juin 2011 concernant les boues d'épuration. Celles dont les niveaux de contamination sont inférieurs à 8 000 Bq/kg peuvent être enfouies et celles d'un niveau supérieur doivent être entreposées.
Des recommandations générales sont publiées les 23 et 28 juin 2011 puis sont complétées le 28 juillet 2011. Les déchets incinérables doivent être incinérés dans des installations comportant des filtres. Comme pour les boues, les cendres doivent être enfouies si leur niveau de radioactivité est inférieur à 8 000 Bq/kg, stockées en fûts dans un site protégé si le niveau est compris entre 8 000 et 100 000 Bq/kg ou stockés dans des sites spécifiques si leur niveau est supérieur à 100 000 Bq/kg.
La mise en œuvre du plan rencontre toutefois des difficultés. Au 21 février 2012, seulement 5 % des 22 millions de tonnes de gravats présents dans la zone avaient été pris en charge. Les autorités locales peinent en effet à construire des incinérateurs adaptés pour la prise en charge des déchets contaminés et les préfectures autres que la préfecture de Fukushima refusent d'entreposer ces déchets.
Le 10 mars 2012, le gouvernement annonce un nouveau plan pour la gestion des déchets contaminés issus des actions de décontamination. Celui-ci comprend la mise en place de trois sites d'entreposage dans la préfecture de Fukushima et l'utilisation d'un site spécifique localisé à une plus grande distance pour les déchets les plus hautement contaminés. Le 7 avril, le gouvernement renouvelle un appel à destination des préfectures et des principales villes du Japon pour la prise en charge des débris situés dans la préfecture de Fukushima. 11 préfectures et 10 grandes villes, dont Tokyo, répondent favorablement.